# 柳川まこ
柳川 まこ（やながわ まこ）は、日本の元AV女優。

## 略歴・人物
2018年6月にAVデビュー。所属事務所はクローネ。
2019年2月3日、公式ツイッター（引退後に削除）で引退することを発表。

## 出演作品

### アダルトDVD
2018年
- ネットカフェから自ら応募してきたプチ家出中の現役女子大生にその日に会いに行って、即面接・即採用・即ハメAVデビュー（6月1日、MOODYZ）
- 日焼け肌のハワイアン少女 マカナ AVデビュー 新人19才（6月13日、E-BODY）※「マカナ」名義
- 発掘!家出娘 【個撮】 噂の神待ちアプリで見つけた超美乳の美少女まこちゃん(仮)18才 泊まる場所を面倒みてあげたお返しにおっぱい生揉み生ハメ生中出ししまくった騙し撮りヤバ映像! 3人目（6月25日、kawaii*）※「まこ」名義
- 某有名女子大学に通うお嬢様さおりちゃん20才 即イキして即潮吹きするのが悩みでイッたら即「ごめんなさい」する育ちよき 早漏潮イキ女子大生がAV出演!!してくれました。 ナンパJAPAN EXPRESS Vol.75（6月25日、ナンパJAPAN）※「さおり」名義
- 旦那の帰りをエロコスチュームでお出迎え!? 欲求不満の貞淑妻に義理の息子は大興奮! 性欲の溜まった義母の身体が激ピストンで痙攣絶頂!（7月27日、DOC）他出演:葵百合香、大橋依織、雛鶴みお
- 信州の大自然に囲まれたド田舎に住む美巨乳少女に会いに行きました。（7月27日、FIRST STAR）※「山本咲良」名義
- ディープス20周年記念スペシャル作品! 顔出し!働く美女限定 ザ・マジックミラー 街頭調査! 職場の同僚と日本一エロ〜い車の中で2人っきり♥ 理性と性欲どちらが勝つのか!? in池袋 同じオフィスで働く男女に突然のSEX交渉!! 人生初の真正中出し! 8 2枚組8本番!（8月7日、ディープス）他出演:一条みお、小森あんな、真白ここ、ふわり結愛、長友麻衣美 ほか
- 横浜で噂の超絶可愛い健康溌剌ムチムチ美乳ボディのプロゴルファーの卵、見っけ!!（8月19日、キチックス）※「樋口さくら」名義
- 素人女子大生限定! パンティ素股でカチカチち●ぽがアソコに擦れて赤面発情! クロッチは恥ずかし汁まみれ!そのまま生で擦り合わせて、ヌルヌルワレメに結局つるんっと入って生中出し!! 〜新レーベル記念特別編! 撮り下ろし極上女子大生6名+シリーズ歴代かわいい子BEST10名（8月24日、赤面女子）他出演:瀬名きらり、妃月るい、市橋えりな、若月まりあ、河南実里、関根奈美、姫川ゆうな、波木はるか、埴生みこ、清本玲奈、藍奈みずき、大島美緒、江上しほ、跡美しゅり ほか
- ロリびっち家政婦が僕の家にやって来るヤァヤァ! 男の夢!1人暮らしの貴方の家に裏オプありの家事代行サービスをお届け! 完全撮り下ろし4時間6名収録（9月1日、キチックス）※「大原星来」名義　他出演:浅倉琴音、高見円佳、相楽美森、西山春香、夏川のどか
- S級美人女子ばっかりのクラスに男子はボク1人のハーレム状態! さらにちょっとヤンチャな女子たちが仕掛けるスカートめくりやジャージおろしがクラスで流行っていて、何もしなくても毎日のようにパンチラが拝めるんです!パンチラだけじゃありません!たまに可愛いおしりも見えたりしてエロ過ぎです!勃起しまくりです!!しかもそのいたずらはどんどんエスカレートして遂に、女子を机や椅子などに縛り付けて「ご自由にどうぞ」の張り紙で放置するほどに!!それを見つけたボクは当然、全力でスケベな事をやりまくりました!!「自由」っていいなぁ。（9月7日、Hunter）共演:真田美樹、沖田里緒、鈴屋いちご、NIMO、深田結梨
- 無垢なブルマ女学生と中出しSEX（9月14日、BAZOOKA）他出演:青山彩香、ふわり結愛、白井ゆずか
- ボクが貸したワイシャツをノーブラで着た女子とまさかの自宅で二人きり! 2 ワイシャツの隙間から見える乳首&パンチラに勃起しまくり!イケメンの同僚の提案でボクの家で二次会をすることになり、美人の同僚がボクの家にやって来た!初めて女性が家の中にいることに緊張して、張り切りすぎたボクは飲み過ぎてそのまま寝落ち…。寝ている間に、イケメンはそのまま彼女とエッチしちゃったらしく、起きたときには半裸の彼女だけがボクのベッドで寝ていて突然の二人きり!とりあえず部屋着代わりにと彼女にボクのワイシャツを貸してあげたらサイズが大きすぎて、隙間からおっぱいやパンツがチラチラ見えて裸よりも余計にやらしく見えてしまい思わず勃起…。それを見た彼女は、昨晩のイケメンとのエッチが物足りなかったらしく、もっと激しいエッチをしたいと求めてきて、何度も何度も発射するほどエッチしてしまいました!（9月19日、Hunter）他出演:鷹宮ゆい、椎葉みくる、橘メアリー ほか
- 美女完全監禁（10月7日、アタッカーズ）
- 新入社員とイク 中出し温泉慰安旅行（10月12日、BAZOOKA）共演:麻里梨夏、あけみみう、瀬名きらり
- 街角シロウトナンパ! vol.30 ガールズバー編（10月26日、プレステージ）※「まき」名義　他出演:りこ、ひとみ、まりあ、あみ
- 帰宅部系女子校生まこの中出し調教（10月26日、宇宙企画）
- 寝取らせ検証 『綺麗な裸を残しておきたい』メモリアルヌード撮影で共演した夫よりも若いモデルの他人棒を見て愛液を垂らした妻はその後、SEXしてしまうのか? VOL.7（11月8日、コスモス映像）※「まこ」名義　他出演:みさと
- 軟派即ハメ中出し シロウト人妻スペシャル 2（11月9日、S級素人）他出演:一条みお、白咲りの、清本玲奈
- 幼い頃は一緒にお風呂に入っていて今まで異性として見ていなかったオンナと混浴温泉に入ったら成長した身体に思わず勃ってしまい、ガチガチに勃起したチ●ポを目撃したオンナとよそよそしくなって中出し性交（11月9日、SCOOP）他出演:麻里梨夏、瀬名きらり
- 欲求不満の淫乱人妻がこぞってお願いする童貞男を派遣するサービスがあるとの噂が!!一番人気コースの「童貞筆おろし射精無制限コース」では人妻が童貞の精子をこれでもかと搾り取っていた!!（11月9日、SCOOP）他出演:蓮実クレア、新村あかり
- SEXの逸材。 VOL.29 ドスケベ素人の衝撃的試し撮り 性癖をこじらせてプレステージに自らやって来た本物素人さん達の顛末。（11月16日、プレステージ）※「まこ」名義　他出演:あかり、まいな、りりか
- 喧嘩から始まる ストリートレズバトル（11月22日、ROCKET）共演:小西まりえ、川越ゆい、三苫うみ
- 乳首いじり文化部レズ痴漢 2 〜文芸部/美術部/書道部/放送部〜（12月6日、ナチュラルハイ）他出演:麻里梨夏、さとう愛理、ひなた澪、涼海みさ、山井すず
- 素人ナンパ GET!! No.199 ビキニ熱盛 クレイジーダイブ編（12月7日、桃太郎映像出版）他出演:星あめり、高梨りの ほか
- 露出度が高い過激な服装のビッチ素人ナンパ!!（12月14日、S級素人）他出演:宝生リリー、椎葉みくる、一二三鈴
- 父子家庭の一人娘 片親の家庭環境で育まれた父親思いで真面目な女の子 まこちゃん（12月22日、JUMP）※「まこ」名義

2019年
- リアル素人縁結び企画 憧れの同僚社員とデキるかな? お節介すぎるほどお世話します!二人っきりにさせて生盗撮 6（1月10日、ホットエンターテイメント）他出演:池田結愛 ほか
- レズビアンな同級生 真面目なクラス委員長にレズられ快楽漬けにされる茶髪ギャル（1月24日、ヒビノ）共演:星咲きい
- 彼女のお姉さんは、誘惑ヤリたがり娘。 18（1月25日、プレステージ）共演:春咲りょう
- #なまなま個人撮影スマホ撮り 【ど素人】カップルいちゃいちゃムービー4組 05（2月1日、プレステージ）※「まぁ」名義　他出演:柚実、アキ、さくら
- オ○ンコクチュクチュ純情少女（2月1日、S-Cute）他出演:桃尻かのん、南なつき、皆月ひかる
- 箱根温泉で見つけた修学旅行中の学生さん 2人組でスク水 ブルマ セーラー服に着替えて男湯入ってみませんか? タオル一枚 男湯入ってみませんか?スピンオフスペシャル!!（2月7日、SODクリエイト）※「まりん」名義　共演:のん　他出演:さくら、ももか、じゅり、みゆ、しおり、ゆりあ、ゆきな、あいか
- 素人ヘアヌード大図鑑 〜極上美ボディ編（2月8日、S級素人）他出演:宝生リリー、西宮美月、望月りさ、清本玲奈、浅見せな、市原由芽、河原かえで、ほのかりこ、松井レナ、川村まや
- 初心で可愛い女子校生をナンパ! カレのチ○ポでイクなんて知ら無かった若娘の身体をモノにして尻穴丸見えの杭打ちピストン! えっ!?ヤダヤダ!そんなに激しくしたらヤバいって! 有無を言わさず乙女のオ○ンコに濃厚ザーメン注入(中出し)で放心状態の女子校生たち!（2月27日、MERCURY）他出演:咲々原リン、内海みう、渚みつき
- 妹の友達女子○生と男はボク1人だけの王様ゲーム（3月21日、アイエナジー）共演:早乙女らぶ、水嶋アリス、天音うさぎ、沖田里緒

### VR
- イキナリの珍客! 「やっぱりこのオチ●ポが一番好き…w」 元カノのマ●コはすぐに震え小刻み痙攣する 【フェラ×SEX 2発射】（2018年11月20日、ブイワンVR）

### イメージDVD
- ポチくりっく（2018年10月26日、スパイスビジュアル）※「滝沢はるか」名義